# Louis Lachance
Pour les articles homonymes, voir Lachance.
Louis Lachance, né le 18 février 1899 à Saint-Joachim, mort le 28 octobre 1963 à l'âge de 64 ans, est un prêtre catholique (dominicain), professeur et historien québécois.
Après des études au Collège universitaire dominicain d'Ottawa et au Saulchoir, Louis Lachance entame une carrière d'enseignement se spécialisant en philosophie du droit. À l'Université de Montréal, il enseigne à l'Institut de Psychologie, la Faculté de Philosophie et à la Faculté de Droit. Il fut membre de l'Académie des lettres du Québec, professeur fondateur de la Faculté de philosophie à l'Université de Montréal et doyen de cette faculté de 1960 à 1963.

## Publications
- 1934 - Où vont nos vies ?
- 1936 - Nationalisme et religion
- 1946 - Philosophie du langage
- 1948 - Le concept de droit selon Aristote et Saint Thomas
- 1950 - L'Être et ses propriétés
- 1955 - La lumière de l'âme. Vingt entretiens sur la grâce
- 1959 - Le Droit et les droits de l'homme
- 1964 - L'humanisme politique de Saint Thomas d'Aquin